# Zusno (gromada)
Zusno – dawna gromada, czyli najmniejsza jednostka podziału terytorialnego Polskiej Rzeczypospolitej Ludowej w latach 1954–1972.
Gromady, z gromadzkimi radami narodowymi (GRN) jako organami władzy najniższego stopnia na wsi, funkcjonowały od reformy reorganizującej administrację wiejską przeprowadzonej jesienią 1954 do momentu ich zniesienia z dniem 1 stycznia 1973, tym samym wypierając organizację gminną w latach 1954–1972.
Gromadę Zusno z siedzibą GRN w Zuśnie utworzono – jako jedną z 8759 gromad – w powiecie suwalskim w woj. białostockim, na mocy uchwały nr 23/V WRN w Białymstoku z dnia 4 października 1954. W skład jednostki weszły obszary dotychczasowych gromad Bartna Góra, Zusno, Dębszczyzna Nowa, Olszanka, Suchorzec i Szafranki ze zniesionej gminy Filipów w tymże powiecie. Dla gromady ustalono 10 członków gromadzkiej rady narodowej.
1 stycznia 1958 gromadę Zusno zniesiono, włączając jej obszar do gromad Filipów (wsie Zusno, Olszanka i Szafranki), Bakałarzewo (wieś Suchorzec i osadę Ogrodzisko) i Jemieliste (wsie Bartna Góra i Dębszczyzna Nowa).